# Serra de les Conques
La Serra de les Conques és una serra situada entre els municipis d'Olesa de Bonesvalls a la comarca de l'Alt Penedès, de Begues a la comarca del Baix Llobregat i d'Olivella a la del Garraf, amb una elevació màxima de 462 metres.